# 툰먼 SA
툰먼 SA(영어: Tuen Mun Sports Association, Tuen Mun SA) 또는 툰먼 체육회(중국어: 屯門體育會)는 홍콩의 축구 클럽으로 현재 홍콩 퍼스트 디비전 리그에서 활동하고 있다.

## 성적
- 홍콩 세컨드 디비전 리그
  - 준우승 (1): 2009–10
- 홍콩 서드 디비전 리그
  - 우승 (1): 2008–09